# فهرست میراث جهانی در لبنان
میراث جهانی در لبنان تا تاریخ ۲۰۲۵ شامل شش اثر ثبت شده در کشور لبنان است که توسط میراث جهانی ثبت شده است.
سایت‌های سازمان میراث جهانی آموزشی، علمی و فرهنگی سازمان ملل متحد، یونسکو، مکان‌هایی هستند که دارای اهمیت فرهنگی یا طبیعی هستند، همان‌طور که در پیمان‌نامه میراث جهانی، که در سال ۱۹۷۲ تأسیس شده، شرح داده شده است. لبنان این پیمان‌نامه را در روز پنج‌شنبه مورخهٔ ۳ فوریه ۱۹۸۳ پذیرفت و از آن هنگام، مکان‌های طبیعی و فرهنگی لبنان واجد شرایط برای گنجانده شدن در فهرست میراث جهانی هستند.
در سال ۱۹۸۴ میلادی چهار شهر باستانی لبنان (عنجر، بعلبک، جبیل و صور) به عنوان نخستین آثار میراث جهانی این کشور توسط یونسکو فهرست شدند. لبنان تا تاریخ ۲۰۲۵ شش میراث ثبت شده و ۹ نامزد ثبت جهانی در فهرست آزمایشی دارد که همگی دارای معیارهای میراث فرهنگی هستند و هیچ اثری از این کشور به صورت میراث طبیعی به یونسکو معرفی نشده است.

## میراث جهانی
یونسکو سایت‌ها را با ده معیار فهرست می‌کند. هر ورودی باید حداقل یکی از معیارها را داشته باشد.
| # | نگاره | نام                               | موقعیت | سال ثبت | ش ثبتمعیارها     | شرح | منبع        |
| ۱ |       | عنجر                              | بقاع   | ۱۹۸۴    | ۲۹۳(iii)(iv)     | بنای شهر عنجر یا انجار، به قرن هشتم میلادی و زمان خلافت ولید بن عبدالملک برمی‌گردد و از تنها شواهد معماری خلافت معماری در آن دوره است. | [ ۴ ]       |
| ۲ |       | بعلبک                             | بقاع   | ۱۹۸۴    | ۲۹۴(i)(iv)       | این شهر زمانی در دوران هلنیستی مکانی شناخته شده در ارتباط با تثلیث بود و شهر خورشید خوانده می‌شد. سپس نقش مذهبی خود را در دوران رومیان حفظ کرد و برخی از مهم‌ترین بقایای مهندسی امپراتوری روم را در خود حفظ کرده است. | [ ۵ ] [ ۶ ] |
| ۳ |       | جبیل (بیبلوس)                     | جبل    | ۱۹۸۴    | ۲۹۵(iii)(iv)(vi) | ویرانه‌های بسیاری از تمدن‌های پی در پی در جبیل قابل مشاهده است. این شهر یکی از قدیمی‌ترین شهرهای فنیقیه باستان بود و از دوران نوسنگی مسکونی است. جبیل هزاران سال است که با افسانه‌ها و تاریخ منطقه دریای مدیترانه ارتباط دارد. این شهر همچنین به‌طور مستقیم با تاریخ و اختراع الفبای فنیقی مرتبط است.                                                                                            | [ ۷ ]       |
| ۴ |       | صور                               | جنوب   | ۱۹۸۴    | ۲۹۹(iii)(vi)     | شهر بزرگ تمدن فنیقیه، جایی که مطابق افسانه‌ها رنگ بنفش در آن کشف شد. مستعمرات مرفهی مانند کادیز و کارتاژ را تأسیس کرد؛ اما نقش تاریخی آن در پایان جنگ‌های صلیبی رو به زوال رفت. بقایای باستان‌شناسی مهمی تاکنون در صور وجود دارند که عمدتاً از زمان رومیان هستند. | [ ۸ ]       |
| ۵ |       | دره قادیشا یا درهٔ مقدس سروهای خدا | شمال   | ۱۹۹۸    | ۸۵۰(iii)(iv)     | دره قادیشا یا کادیشا یکی از مهم‌ترین مکان‌های عالم مسیحی در جهان محسوب می‌شود. صومعه‌های راهبان باستان، که بیشتر آن‌ها در میان طبیعتی زیبا وجود دارد. در نزدیکی آن، اثری از جنگل سرو بزرگ لبنان را می‌یابیم که در گذشته برای ساخت ساختمان‌های بزرگ مذهبی چوب آن بسیار لازم بود. | [ ۹ ]       |
| ۶ |       | نمایشگاه بین‌المللی رشید کرامی     | شمال   | ۲۰۲۳    | ۱۷۰۲(ii)(iv)     | این نمایشگاه در طرابلس توسط اسکار نیمایر، معمار برزیلی، در یک سایت ۷۰ هکتاری واقع در بین مرکز تاریخی طرابلس و بندر المینا طراحی شد. ساختمان اصلی این نمایشگاه از یک سالن پوشیده بزرگ به شکل بومرنگ با ابعاد ۷۵۰ متر در ۷۰ متر تشکیل شده است و یک فضای انعطاف‌پذیر برای اجرای نمایشگاه‌هاست. این نمایشگاه که به نام رشید کرامی نامگذاری شده، پرچمدار پروژهٔ سیاست نوسازی لبنان در دههٔ ۱۹۶۰ بود. | [ ۱۰ ]      |

## فهرست آزمایشی
افزون بر سایت‌های موجود در فهرست میراث جهانی، کشورهای عضو می‌توانند فهرستی از سایت‌های آزمایشی را که ممکن است برای نامزدی در نظر بگیرند، در این فهرست قرار دهند. نامزدها در فهرست میراث جهانی تنها در صورتی پذیرفته می‌شوند که سایت پیش‌تر در فهرست آزمایشی قرار داشته باشد.
لبنان ۹ نامزد در این فهرست دارد.
| # | نگاره | نام                                             | موقعیت | سال ثبت | ش ثبتمعیارها      | شرح | منبع   |
| ۱ | مرکز شهر صیدا.                                                                                               | مرکز تاریخی صیدا                                | جنوب   | ۲۰۱۹    | ۶۴۳۴(iii)(iv)     | صیدا واقع در حدود چهل کیلومتری جنوب بیروت، پایتخت لبنان، است. مرکز تاریخی شهر میان بندر ماهی‌گیری و تل باستانی محدود است. شامل مجموعه‌ای از بناهای قرون وسطایی و عثمانی است که با دو ارگ دفاع می‌شود. | [ ۱۲ ] |
| ۲ | کوچه‌های بترون.                                                                                               | مرکز تاریخی بترون                               | شمال   | ۲۰۱۹    | ۶۴۲۸(iv)(v)       | این شهر از اوایل عصر برنز تا به امروز به‌طور مداوم مسکونی بوده است. در واقع، آثار باستان‌شناسی که اخیراً در مرکز شهر باستانی بترون کشف شده است، شواهدی از استقرار و تداوم تمدن‌ها از عصر مفرغ اولیه (هزاره سوم) ارائه کرده است. در اواسط هزاره دوم، این شهر بخشی از ولایت جبیل بود. در دوره‌های تسلط کنعانیان، عموریان، آشوریان، هخامنشیان، اسکندر، سلوکیان، رومیان و بیزانسی‌ها این شهر به عنوان یکی از مراکز اصلی فنیقیه به‌شمار می‌آمد و بین قرن‌های ۷ و ۱۲ میلادی رو به زوال گذاشت و در زمان جنگ‌های صلیبی و ممالیک اهمیت چندانی نداشت. در قرن ۱۷ و ۱۸ شهر ویران شد و تقریباً متروک گردید سپس در اواسط قرن ۱۹ بازسازی شد. | [ ۱۳ ] |
| ۳ | شهر طرابلس.                                                                                                  | شهر قدیمی طرابلس                                | شمال   | ۲۰۱۹    | ۶۴۳۶(iii)(iv)     | قدمت شهر قدیمی فعلی به دوران ممالیک بازمی‌گردد. در آن زمان، طرابلس شهری بود که به دلیل صنعت نساجی خود شهرت داشت و نزدیک به ۴۰۰۰ دستگاه بافندگی داشت. این شهر در دوران عثمانی اهمیت خود را حفظ کرد و از نیمه دوم قرن نوزدهم دستخوش تغییرات زیادی شد. | [ ۱۴ ] |
| ۴ | معبد أشمون.                                                                                                  | معبد اشمون                                      | شمال   | ۲۰۱۹    | ۶۴۲۹(iv)          | سایت باستانی اشمون در کرانه جنوبی رودخانه الاوالی، در روستای بقوستا، در ۵ کیلومتری شرق صیدا، در جنوب لبنان واقع شده است. مساحت آن ۳٫۶ هکتار است. این منطقه به نام بوستان ایچ چیخ (باغ‌های سرشناس) شناخته می‌شود، دره ای حاصلخیز که به خاطر مزارع مرکبات شهرت دارد. این معبد یک مجموعه مذهبی است که به پرستش خدای شفابخش اشمون اختصاص داده شده بود که با خدای یونانی اسکلپیوس معادل است. | [ ۱۵ ] |
| ۵ | خلیج شهر جونیه.                                                                                              | نهرالکلب                                        | جبل    | ۲۰۱۹    | ۶۴۳۳(iii)(vi)     | دماغه نهرالکلب از دوران باستان به عنوان یک مانع طبیعی در سواحل لبنان در نظر گرفته می‌شد، بنابراین یک نقطه استراتژیک بود. در واقع، دشواری گذرگاه، حضور اولین نقش برجسته‌هایی را که توسط اولین فاتحان به افتخار شکوه آن‌ها و به منظور اطمینان از مشروعیت قدرت آن‌ها حجاری شده است، توضیح می‌دهد. این عامل تکراری در این دماغه تا دوران مدرن و معاصر ادامه داشته است. این نقش برجسته‌ها، فراتر از بافت تاریخی خود، داده‌های ارزشمندی را در سطوح ژئومورفولوژی، باستان‌شناسی و کتیبه‌شناسی ارائه می‌دهند. سایت باستان‌شناسی نهرالکلب مکانی منحصر به فرد است که شواهد کتیبه‌نگاری و شمایل‌نگاری حکاکی شده بر روی صخره‌های دماغه‌های کنار رودخانه نهرالکلب را حفظ می‌کند و شامل ۲۲ لوح، نقش برجسته و کتیبه یادبود از هزاره دوم قبل از میلاد است تا هزاره دوم پس از میلاد است. | [ ۱۶ ] |
| ۶ | تصویری از این مکان در دسترس نیست. در صورتی که به تصویر آزادی دسترسی دارید، می‌توانید آن را به اشتراک بگذارید. | بناهای تاریخی و محل‌های طبیعی قریه منجز          | شمال   | ۲۰۱۹    | ۶۴۳۰(iii)(iv)     | منجز روستایی است در کرانه نهر الکبیر، در مرز شمالی لبنان، در ۱۳۰ کیلومتری پایتخت بیروت. از زمان جنگ‌های صلیبی، این دهکده به نام خانواده فرانکی که صومعه را ساختند، «مونت گیز» نامیده می‌شد. تعبیر دیگری به این نام، ریشه سریانی می‌دهد، نگاز یا اگنز که به معنای پنهان کردن گنج است. منجز دارای بقایای باستان‌شناسی مهمی است، از جمله یک بازیلیکا و یک قلعه که مربوط به زمان صلیبیون است. در نزدیکی قلعه قدیمی فرانک تنها معبد ساخته شده با سنگ بازالت در لبنان قرار دارد که در نزدیکی چشمه حجول ساخته شده است که در حال حاضر به نام «مکام الرب» (حوزه خدا) شناخته می‌شود. | [ ۱۷ ] |
| ۷ | | جبل الشیخ (کوه مقدس هرمون) و چشم‌انداز فرهنگی آن | بقاع   | ۲۰۱۹    | ۶۴۳۲(ii)(iii)(vi) | نام هرمون از ریشه حرم گرفته شده است و نام عربی آن جبل الشیخ به معنی «کوه رئیس» است. ارتفاع این کوه به ۹۲۳۲ فوت (۲۸۱۴ متر) می‌رسد و بلندترین نقطه در ساحل شرقی دریای مدیترانه است. این کوه راهبردی از عصر مفرغ به عنوان یک مکان مقدس بوده و در حماسه گیلگمش از آن یاد شده است. اولین سکونتگاه‌های کوه به ۲۰۰ سال قبل از میلاد برمی گردد. در روایت‌های یهودیت و مسیحیت از این کوه چندین بار نام برده شده است. | [ ۱۸ ] |
| ۸ | | قلعه‌های جبل عامل                                | جنوب   | ۲۰۱۹    | ۶۴۳۵(ii)(iii)(vi) | این پیشنهاد شامل قلعة الشقیف (قلعه بوفورت)، قلعة تبنین (قلعه تورون)، قلعة شقرا (قلعه دبیه)، قلعة دیر کیفا (قلعه مارون) و برج الناقورة (برج ناقوره) است. این چهار قلعه از شاخص‌ترین نمونه‌های تأثیرات و مستندسازی تحولات معماری دفاعی در خاور نزدیک در دوران جنگ‌های صلیبی (قرن ۱۱ تا ۱۳) را نشان می‌دهند. همچنین سابقه اصیل و بی‌نظیر توسعه معماری برای نزدیک به نُه قرن را نشان می‌دهند؛ زیرا این استحکامات تا پایان قرن ۱۹ مورد استفاده قرار می‌گرفتند. | [ ۱۹ ] |
| ۹ | | دماغه‌های رأس القلعه، رأس الناطور و رأس الملیحه  | شمال   | ۲۰۱۹    | ۶۴۳۸(iii)(v)      | شهر انفه در سواحل شمال لبنان واقع شده است. این شهر به سمت غرب توسط دماغه‌ای به طول ۴۰۰ متر به نام راس القلعه که در محور شرقی-غربی قرار دارد، به سمت شمال توسط دماغه راس الناطور که محل تولید نمک و زیتون است و به سمت جنوب توسط دماغه راس الملیحه محدود است. قرن‌ها این حوضچه‌ها محل استراحت و تغذیه مفیدی برای بسیاری از گونه‌های پرندگان آبزی، شامل گونه‌های در معرض خطر فراهم کرده‌اند. | [ ۲۰ ] |